# Герб Коауїли
Герб Коауїли — геральдичний символ штату Коауїла.

## Історія
1942 року за ініціативою Віто Алессіо Роблеса губернатор штату Бенесіо Лопес Паділья надіслав законопроєкт про затвердження герба. Герб був затверджений 23 жовтня того ж року.
Щит розсічено перевернутовилоподібно на три поля. Нижнє поле промовисте і зображує на синьому полі зелений гай поблизу річки. Назва штату означає гай, і яка, безсумнівно, походить від листяних ноцедалів, що росли навесні у найбагатших джерелах нинішнього муніципалітету Монклова, населення, яке, незважаючи на зміну назв, продовжувало з гідною захоплення наполегливістю називатися Сан-Франциско-де-Коауїла або просто Коауїла, яке дало свою назву племені коауільтека, а свою назву річці, яка сьогодні носить ім'я Монкльова. Багряне сонце виходить з-за дерев угорі поля символізує, що мексиканська революція народилася в Коауїлі.
Ліве поле нагадує, що південна частина території, яка сьогодні утворює штат Коауїла, до 1787 року належала до провінції Нова Біскайя. Герб провінції є нічим іншим, як гербом старої баскської провінції з такою ж назвою: у синьому полі перехрещені дерево і два вовки, що вводить варіант зміни синього тла на срібне.
Поле праворуч містить, з єдиним варіантом зміни синього тла на золоте, герб міста Бадахос, який, у свою чергу, є гербом провінції Естремадура, таким чином представляючи історичний факт, що частина нинішнього штату Коауїла, розташована на північ від двадцять шостого градуса північної широти, мала назву Нова Естремадура: у золотому полі лев, який спирається на срібну колону, з латинською легендою: «Plus Ultra» («Плюс Ультра»).
По краю картуша герба напис: Coahuila de Zaragoza.